# Mammillaria lenta
Mammillaria lenta är en kaktusväxtart som beskrevs av K. Brandegee. Mammillaria lenta ingår i släktet Mammillaria och familjen kaktusväxter. Inga underarter finns listade i Catalogue of Life.